# Bregmaceros rarisquamosus
Bregmaceros rarisquamosus is een straalvinnige vissensoort uit de familie van doornkabeljauwen (Bregmacerotidae). De wetenschappelijke naam van de soort is voor het eerst geldig gepubliceerd in 1950 door Munro.